# Dominikus Zimmermann
Dominikus Zimmermann (Gaispoint, Bajorország, 1685. június 30. – Steingaden, 1766. november 16.) német rokokó építész.  Az egyik legfontosabb német rokokó építész volt. Bátyja, Johann Baptist Zimmermann volt, akivel gyakran dolgozott együtt. Dominikus Zimmermann fő munkája, a Wieskirche, mely az UNESCO világörökség része.

## Életpályája
Dominikus Zimmermann 1685. június 30-án született Bajorországban. Testvére: Johann Baptist Zimmermann. Kezdetben vakolóként dolgozott, később építőként Landsberg am Lechben tartózkodott, ahol 1716-ban szerzett a polgári jogot, 1734 a városi tanács tagja lett, majd 1748-1753-ig polgármester is volt.
1708. január 9-én feleségül vette Theresia Zöpfot, és nyolc évre Füssenbe költözött. Fia, Franz Dominikus Zimmermann építőmester volt.
Építészeti képzést Johann Jakob Herkomer-től szerzett Füssenben, de valószínűleg Svájcban találkozott a Vorarlberg építési hagyományával, amelyet szabadon továbbfejlesztett. Művészi alkotásait néha dekoratív szempontok, nem pedig tektonikusok jellemzik. A díszítés és az építészet egyedülálló szintézisében sikeres: egy építész teljes repertoárját dekoratív művészetté alakította át. Ez a szintézis különösen oltár művészetét jellemzi, amelyet ő maga kifejlesztett ki.
Róla nevezték el később a Günzburg-i Dominik-Zimmermann-Realschule-t és a Landsberg am Lech Dominikus-Zimmermann-gimnáziumot. A Landsberg városháza találkozótermében található portréja, amelyet Erwin Henning festett.

## Főbb munkái
- Wieskirche
- St. Anna kapelle Chateauhouse Buxheimben, mely Dominikus Zimmermann késői műve

## További munkák, amelyekben ő is részt vett
- 1709-1741: Kartausenkirche St. Mary a Buxheim közelében Memmingen Unterallgäu, Barockisierung és az átalakulás, freskó festő és plasterer (+ J.B.Z.)
- 1716-1725: Maria Medingen kolostor templom Dillingen kerületben a Dunán (első építész munkája; + J.B.Z.)
- 1720 körül: a domonkos kolostor Bad Wörishofen kolostor temploma (stukkóművészet, 1721-től freskók, + J.B.Z.)
- 1719: Landsberg am Lech történelmi városháza
- 1726-1729: Kloster Sießen (+ J.B.Z.)
- 1727: Szent Péter és Pál plébániatemplom Buxheimben Memmingen közelében, Unterallgäu kerületben
- 1728-1733: Sanctuary Steinhausen közel Bad Schussenried (+ J.B.Z.; A „legszebb falu temploma a világ” egyik fő vonzereje a Felső-sváb barokk út)
- 1735-1740: Frauenkirche a Günzburgban
- 1738-1741: St. Anna, Reichskartause Buxheim kápolna Memmingen közelében, Unterallgäu körzet
- 1745-1754: zarándokhely templom a Wies közelében Steingaden (+ J.B.Z.)
- 1752: Szent János templom Landsbergben
- 1755-1756: Klosterkirche Gutenzell

## Fordítás
- Ez a szócikk részben vagy egészben  a   Dominikus Zimmermann című német Wikipédia-szócikk fordításán alapul.  Az eredeti cikk szerkesztőit annak laptörténete sorolja fel. Ez a jelzés csupán a megfogalmazás eredetét és a szerzői jogokat jelzi, nem szolgál a cikkben szereplő információk forrásmegjelöléseként.